# Brama Pravčicka
Brama Pravčicka (cz. Pravčická brána, niem. Prebischtor) – naturalny most skalny w Górach Połabskich w Czechach.
Pravčicka Brama jest największym naturalnym skalnym mostem z piaskowca w Europie. Jest symbolem Parku Narodowego Czeska Szwajcaria (České Švýcarsko). Rozpiętość łuku bramy u podstawy wynosi 26,5 m, wysokość otworu 16 m, najmniejsza szerokość mostu 8 m, minimalna grubość mostu 2,5 m. Górna powierzchnia stropowej płyty bramy leży na wysokości 21 metrów od jej podstawy.
Okazałość bramy można podziwiać zarówno z okolicznych tarasów widokowych, jak i bezpośrednio spod jej łuku. Aby uchronić ten pomnik przyrody przed ogromnym naporem turystów wstęp na łuk bramy został zamknięty. Miejscowością wypadową dla pieszych wędrówek jest Hřensko.
Przy bramie znajduje się letni pałacyk Sokole Gniazdo (Sokoli hnizdo) - obecnie restauracja ozdobiona oryginalnymi malowidłami.